# Иво Патиера
Иво Патиера (Шибеник, 1948) јесте југословенски и хрватски музичар. Један је од најзначајнијих хрватских певача забавне музике далматинског израза.

## Биографија
У дугогодишњој каријери, доказао се као врсни интерпретатор великих гласовних могућности. Током осамдесетих година 20. века, постизао је значајне успехе на Сплитском фестивалу са хитовима као што су: Пјесмом те љубим, Прођи ме се, Ћале мој, Расцвјетана грана... Некада члан велике шибенске репрезенатције (Арсен Дедић, Мишо Ковач, Вице Вуков) и сви су живели у истој улици на размаку од педесетак метара.

Осим естрадне, имао је и богату позоришну каријеру. Преко 35 година био је солиста у загребачком позоришту Комедија. Наступао је у великим представама као што су: Јадници, Гричка вјештица, Губец-бег... Данас живи миран живот посвећен унуцима.

## Фестивали
Сплит:
- У корицан старе матрикуле (Вече далматинских шансона, са клапом Лучица), '79
- Кад се вратин дома, '80
- Море ме зове (Вече далматинске шансоне, са клапом Лучица), '80
- Липо сан те гледа (са клапом Лучица), '81
- Пјевај ми, пјевај (Вече далматинске шансоне), '81
- Липо си ме свитовала мати, '82
- Писмо ратног друга (Вече Устанак и море), '82
- Прођи ме се, '83
- Како је у старом крају, '84
- Додирни ме њежности, '85
- Дођи, гриј ме, '86
- Расцвјетана грана (Вече Устанак и море), '86
- Ћале мој (Ауторко вече Зденка Руњића), '86
- Пјесмом те љубим, '87
- Пресушило је врело, '88
- Далмацијо, липо име (вече Устанак и море - Марјане, Марјане), '88
- Не буди ме, мајко, рано (са Златним дукатима), '89
- Да ми се вратит, '90
- Буди вјетар за све моје лађе, '91
- Ноно, добри мој ноно (Вече ретроспективе), 2010
- Прођи ме се (Ауторско вече Крсте Јураса), 2018
- Да ми се вратит (Вече Теа Трумбића), 2024

Мелодије хрватског Јадрана, Сплит:
- Смртни гриј, '93
- Од вале до вале, '94
- Јубија сан гришницу, награда за најбољу интерпретацију, '95
- Ја сан се зајубија, '96
- Цилу ноћ не спавала, '97

Загреб:
- Што је измијенило тебе, '71
- То је земља гдје смо расли (Вече револуционарне и родољубиве песме), победничка песма, '82
- Причај ми било што, '84

Опатија:
- In vino veritas, '83
- Никад касно није, '93

Карневалфест, Цавтат:
- Назови ме ноћас, '86
- Мимозе и шапат, '87
- Душо моја, '88

Макфест, Штип:
- Бисеро моме, Бисеро, '86

Златна палма, Дубровник:
- Марија, опрости ми (са клапом Бонаца), '89

Арена, Пула:
- Падају звијезде, '94
- Марија малинконија, '95

Пјесме Подравине и Подравља, Питомача:
- Плачу сад жице тамбурице, '97
- Наша љубав, '98

Мелодије хрватског југа, Опузен:
- То смо само ти и ја, '98
- Дишпет, '99

Далматинска шансона, Шибеник:
- Никад више те липоте, '98
- Маслина је необрана (Вече старих песама), '98
- Потроши сан све животе, '99
- Бокељска ноћ (Вече старих песама), '99
- Дођи на једну ћакулу, 2000
- Учинит ћу смртни гриј (Вече старих песама), 2000
- Либар твог живота, 2001
- Бокељска ноћ (Вече старих песама), 2001
- Финило је, 2002
- Загрљени (Вече старих песама), 2002
- Бокељска ноћ (Вече старих песама), 2003
- Још сам онај, 2004
- Прођи ме се / Пјесмом те љубим (Вече старих песама), 2004
- Нови снови, 2005
- Moderato cantabile (Вече старих песама), 2005
- Восак и мед, 2006
- Ћале мој (Вече старих песама), 2006
- Дођи на једну ћакулу (Вече старих песама), 2007
- Да ми се вратит (Вече интернационалне музике), 2014
- Загрљени (Вече интернационалне музике), 2015
- Шта би сад триба, 2016
- Moderato cantabile (Вече интернационалне музике), 2016
- Дођи на једну ћакулу (Вече најбољих песама фестивала), 2017
- Љето осамдесет и неке, 2018
- О, љубави нестала си (дует са Ђанијем Степинчевим), 2022
- Прођи ме се (Ауторско вече Душана Шарца), 2022
- Опрости због снова, 2023

Крапина.
- Дотепанац, 2007

## Дискографија
- Нима Сплита до Сплита, 1980 (РТВ Љубљана)
- Борсалино, борсалино, 1981 (ЗКП РТВ Љубљана)
- Љубави моја, 1982 (Југотон)
- Тражим те, требам те, 1983 (Југотон)
- Причај ми било што, 1984 (Југотон)
- Само ме схвати, 1986 (Југотон)
- Суза је слана, 1988 (Југотон)
- Вечерас плаћам ја, 1990 (Југотон)
- Дођи на једну ћакулу, 2004 (Кроација рекордс)